# 13e cérémonie des Las Vegas Film Critics Society Awards
La 13e cérémonie des Las Vegas Film Critics Society Awards, décernés par la Las Vegas Film Critics Society, a eu lieu le 16 décembre 2009, et a récompensé les films réalisés dans l'année.

## Palmarès

### Meilleur film
- Démineurs (The Hurt Locker)

### Meilleur réalisateur
- Kathryn Bigelow – Démineurs (The Hurt Locker)

### Meilleur acteur
- Jeremy Renner pour le rôle du sergent William James dans Démineurs (The Hurt Locker)

### Meilleure actrice
- Gabourey Sidibe pour le rôle de Claireece "Precious" Jones dans Precious (Precious: Based on the Novel 'Push' by Sapphire)

### Meilleur acteur dans un second rôle
- Christoph Waltz pour le rôle du colonel Hans Landa dans Inglourious Basterds

### Meilleure actrice dans un second rôle
- Mo'Nique pour le rôle de Mary Lee Johnston dans Precious (Precious: Based on the Novel 'Push' by Sapphire)

### Meilleur scénario
- (500) jours ensemble ((500) Days of Summer) – Scott Neustadter et Michael H. Weber

### Meilleure direction artistique
- Avatar – Kevin Ishioka et Kim Sinclair

### Meilleurs costumes
- Inglourious Basterds – Anna B. Sheppard

### Meilleure photographie
- Démineurs (The Hurt Locker) – Barry Ackroyd

### Meilleur montage
- Démineurs (The Hurt Locker) – Bob Murawski

### Meilleurs effets visuels
- Star Trek

### Meilleure chanson
- "The Weary Kind" – Crazy Heart

### Meilleure musique de film
- Star Trek – Michael Giacchino

### Meilleur film en langue étrangère
- Les Trois Royaumes (赤壁) •  Chine

### Meilleur film d'animation
- Fantastic Mr. Fox

### Meilleur film documentaire
- Anvil ! (Anvil! The Story of Anvil)

### Meilleur film de famille
- Fantastic Mr. Fox

### Meilleure jeune actrice / Meilleur jeune acteur
- Saoirse Ronan – Lovely Bones

### Lifetime Achievement Award
- Roger Deakins

### Meilleur DVD
- Ultimate Collector's Edition du Magicien d'Oz (The Wizard of Oz)